# Dekantiranje
Dekantiranje je tehnika ločevanja zmesi kapljevine in trdnine, pri kateri izkoriščamo razliko v velikosti delcev. Gostejša trdnina, ki se ne topi v kapljevini, se ob mirovanju zmesi počasi usede na dno. Na vrhu ostane čista kapljevina, ki jo odlijemo v drugo posodo. Obraten postopek je flotacija, kjer ločujemo redkejšo trdnino, ki ob mirovanju splava na vrh, kapljevino pa odlijemo pri dnu. Primer dekantiranja je denimo ločevanje mulja iz blatne vode ali v vinarstvu odstranjevanje usedline iz vina, ki je stalo dlje časa.
Postopek je preprost, a razmeroma neučinkovit, saj med delci trdnine vedno ostane nekaj kapljevine in je pri odlivanju treba paziti, da ločenih frakcij ne stresamo, saj bi se lahko drobni delci spet pomešali s kapljevino. Če so delci drobni, je tudi počasen, kar lahko pospešimo s centrifugiranjem.